# Бьер-ле-Семюр
Бьер-ле-Семю́р (фр. Bierre-lès-Semur) — коммуна во Франции, находится в регионе Бургундия. Департамент коммуны — Кот-д’Ор. Входит в состав кантона Преси-су-Тий. Округ коммуны — Монбар.
Код INSEE коммуны — 21073.

## Население
Население коммуны на 2010 год составляло 88 человек.
| 1962 | 1968 | 1975 | 1982 | 1990 | 1999 | 2010 |
| ---- | ---- | ---- | ---- | ---- | ---- | ---- |
| 100  | 108  | 83   | 58   | 76   | 86   | 88   |

## Экономика
В 2010 году среди 57 человек трудоспособного возраста (15—64 лет) 44 были экономически активными, 13 — неактивными (показатель активности — 77,2 %, в 1999 году было 67,3 %). Из 44 активных жителей работали 40 человек (23 мужчины и 17 женщин), безработных было 4 (3 мужчин и 1 женщина). Среди 13 неактивных 2 человека были учениками или студентами, 8 — пенсионерами, 3 были неактивными по другим причинам.